# Bromelia karatas
Espèce
Classification phylogénétique
Bromelia karatas est une espèce de plantes à fleurs de la famille des Bromeliaceae. C'est une plante tropicale largement répandue des Caraïbes à l'Amérique centrale et Amérique du Sud. Son fruit comestible est consommé par l'Homme en jus de fruit ou cru.

## Synonymes
- Bromelia acanga L.[1] ;
- Bromelia acaulis Stokes[1] ;
- Bromelia caratas Hill[1] ;
- Bromelia nudicaulis var. caraguata Lam.[1] ;
- Bromelia plumieri (E.Morren) L.B.Sm.[1] ;
- Karatas karatas (L.) Voss [invalide][1] ;
- Karatas lagopus E.Morren ex Devans.[1] ;
- Karatas plumieri E.Morren[1] ;
- Nidularium karatas (L.) Lem. ex Griseb.[1] ;

## Distribution
L'espèce est très largement répandue, aux Caraïbes, notamment à Cuba et République dominicaine, rare dans les Antilles mais présente en Guadeloupe et en Martinique, tout comme à Sainte-Lucie et à la Barbade, ainsi que dans l'ensemble de l'Amérique centrale, Mexique inclus, sauf au Salvador, et en Amérique du Sud d'où elle n'est absente qu'en Argentine, au Pérou et au Chili.

## Description

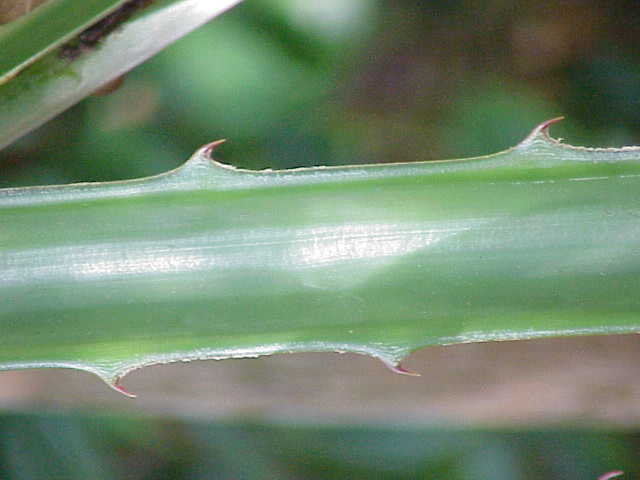
Détail de la feuille qui présente des épines disposées à intervalles réguliers.

L'espèce est hémicryptophyte. Elle se présente en rosettes à tiges courtes et robustes qui se reproduit par stolons ou semis.  Les feuilles mesures 2 à 3 mètres de longueur et 4 à 6 centimètres de largeur. De fortes épines sont disposées sur la tranche de la lame. Les fleurs sont sessiles.
Le fruit fusiforme de couleur jaune grisâtre à rouge mesure 4 à 8 centimètres de longueur, renferme de très nombreuses petites graines noires dans une chair juteuse blanche.

## Bromelia karataset l'Homme

### Usage alimentaire

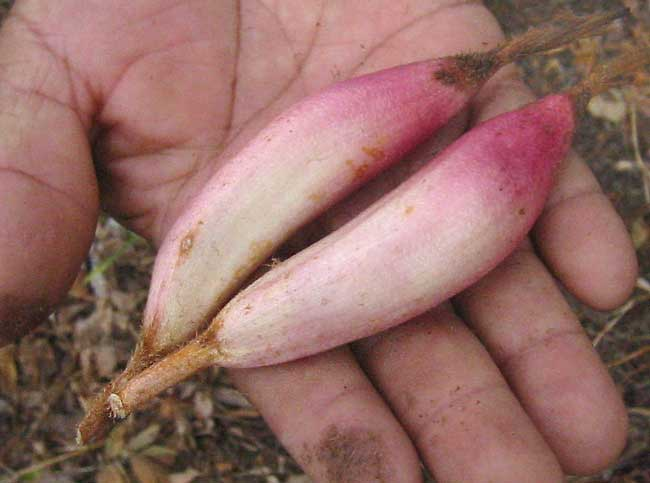
Le fruit de Bromelia karatas.

L'espèce se rencontre largement à l'état sauvage mais est également cultivée en haies. Son fruit à la peau rouge à la saveur semblable à celle de l'espèce la plus connue des Bromeliaceae, l'ananas ou Ananas comosus, est consommé cru ou en jus de fruit. À cause de sa haute teneur en bromeline, le fruit est susceptible d'attaquer les muqueuses de la bouche.
Le fruit est connu sous de très nombreux noms, notamment au Venezuela (camburito, chigüichigüe, curibijil, quiribijil, curujujul ou cuscuta), au Mexique (cocuixtle,  jocuiste ou jocuixtle, timbiriche, timbirichi, à Cuba (maya cimarrona, maya piñon, maya de ratón), au Mexique, en Colombie et au Venezuela sous le nom de piñuela, à Porto Rico sous le nom de piña de cuervo, en portugais sous le nom de caraguata, carauata, coroata, croata et en français sous le nom de carata, karatas, « ananas pingouin » ou encore bayyonnet pengouin.
Au Mexique, notamment au Chiapas et dans l'Hidalgo, le fruit est connu sous le nom de timbiriche et le jus de fruit fréquent dans les marchés populaires sous le nom de agua de sabor. Dans l'État de Jalisco, le fruit est connu sous plusieurs noms, notamment piñuela, cocuixtle ou jocuixtle, et est consommé cru ou sert de base à une sauce pour tacos. Il est également consommé dans l'État de Zacatecas où il est importé du Jalisco.
Au Pérou, on suce directement le jus du fruit.

### Autres utilisations
Si l'espèce est cultivée en haies d'agrément, ses fibres, comme celles de nombreuses espèces de Bromeliaceae, sont utilisées pour la confection de cordes et de tapis.